# Cech

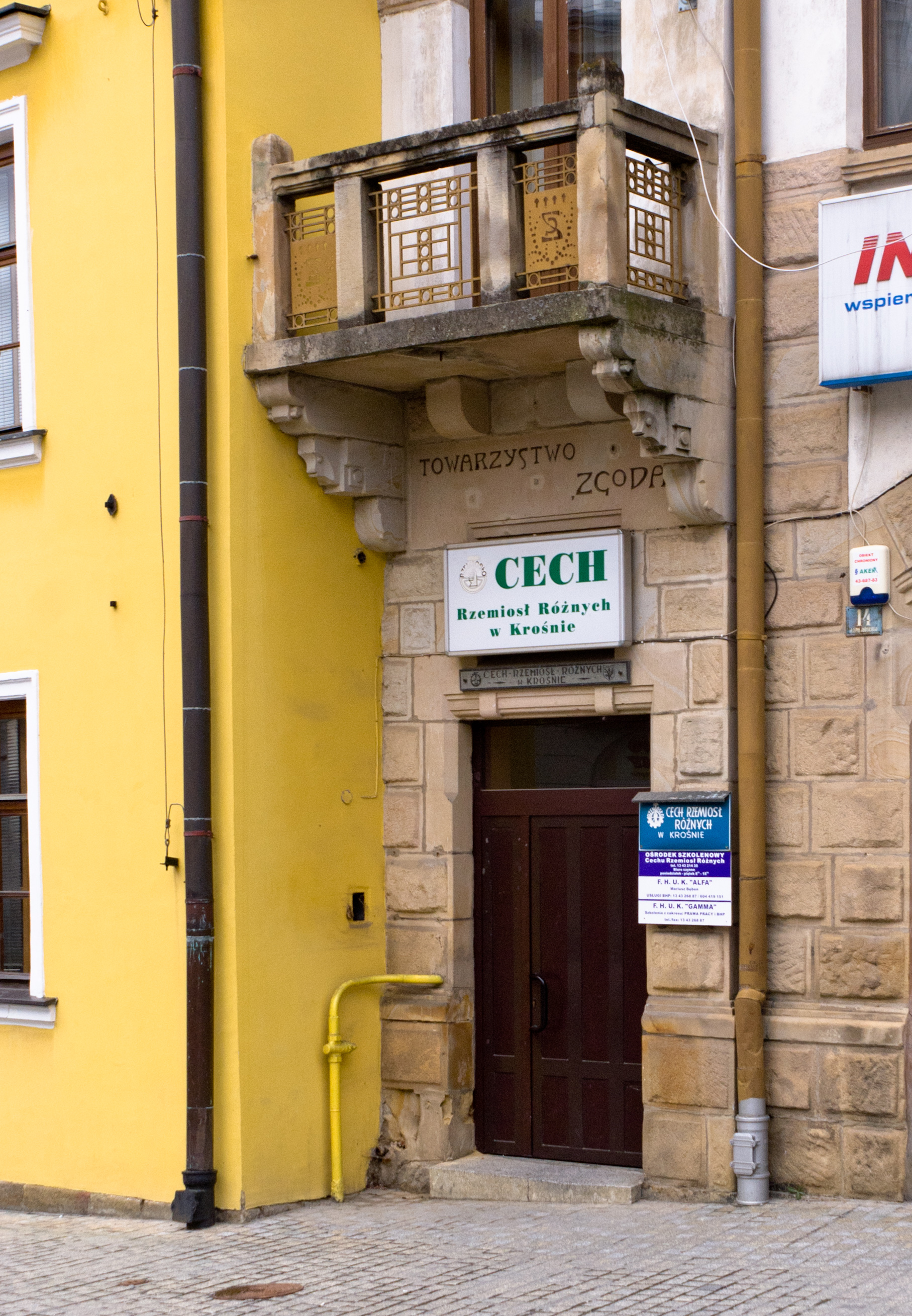
Siedziba Cechu Rzemiosł Różnych w Krośnie

Cech (z niem. Zunft), także gildia w kontekście wspólnot kupieckich, zwłaszcza zachodnioeuropejskich – organizacja samorządu gospodarczego rzemiosła łącząca rzemieślników jednego lub kilku pokrewnych zawodów, mająca na celu:
- podnoszenie kwalifikacji zawodowych
- utrwalanie więzi środowiskowych, postaw zgodnych z zasadami etyki i godności
- prowadzenie na rzecz członków działalności społeczno-organizacyjnej, oświatowej i gospodarczej
- reprezentowanie interesów członków wobec organów władzy i administracji oraz sądów

Mogą istnieć na przykład: cech ślusarzy, cech murarzy, cech krawców, cech rzemiosł skórzanych itp.
Potocznie terminem „cech” określa się również budynek będący siedzibą zarządu jakiegoś cechu i miejscem zbierania się jego członków.

## Cechy we współczesnej Polsce
Organizują wystawy-kiermasze, współuczestniczą wraz z lokalną administracją w organizacji imprez ogólnomiejskich czy gminnych. Są organizacjami posiadającymi własne siedziby, przeważnie z dużymi salami konferencyjno-widowiskowymi. Organizacje te są więc często nie tylko organizatorami własnych, lecz także gospodarzami imprez, wymagających takich obiektów.
Cechy zrzeszają się w izbach rzemieślniczych. Obecnie w strukturach Związku Rzemiosła Polskiego funkcjonuje 475 cechów.                                                                                                                                                
Obecnie cechy, jako organizacje zrzeszające przedstawicieli zawodów rzemieślniczych tracą na znaczeniu. Organizacjami, które obecnie spełniają rolę cechów, ale w stosunku do przedstawicieli wolnych zawodów są powoływane w drodze ustawy samorządy zawodowe np. samorząd lekarski, farmaceutów, adwokacki, radców prawnych, architektów i urbanistów.

## Rys historyczny
W Imperium Rzymskim rzemieślnicy byli zrzeszeni w związkach zwanych corpora (corpus łac. „ciało”). Zamieszkiwali oni specjane dzielnice o konkretnym przeznaczeniu gospodarczym, które składały się zwykle z wielu pojedynczych i odrębnych warsztatów różnych mistrzów. W starożytnym Rzymie rzemiosło miało swój ściśle określony charakter. Jeden mistrz, ewentualnie z czeladnikiem, wykonywał całość procesu produkcji. Osobno funkcjonowały przędzalnie, tkalnie, farbiarnie i inne warsztaty.

### Kształtowanie się średniowiecznego ustroju miast
Cechy jako organizacje zrzeszające pokrewne warsztaty powstały w średniowieczu najpierw przy klasztorach, a następnie rozwinęły się w miastach w ślad za procesem urbanizacji kraju.

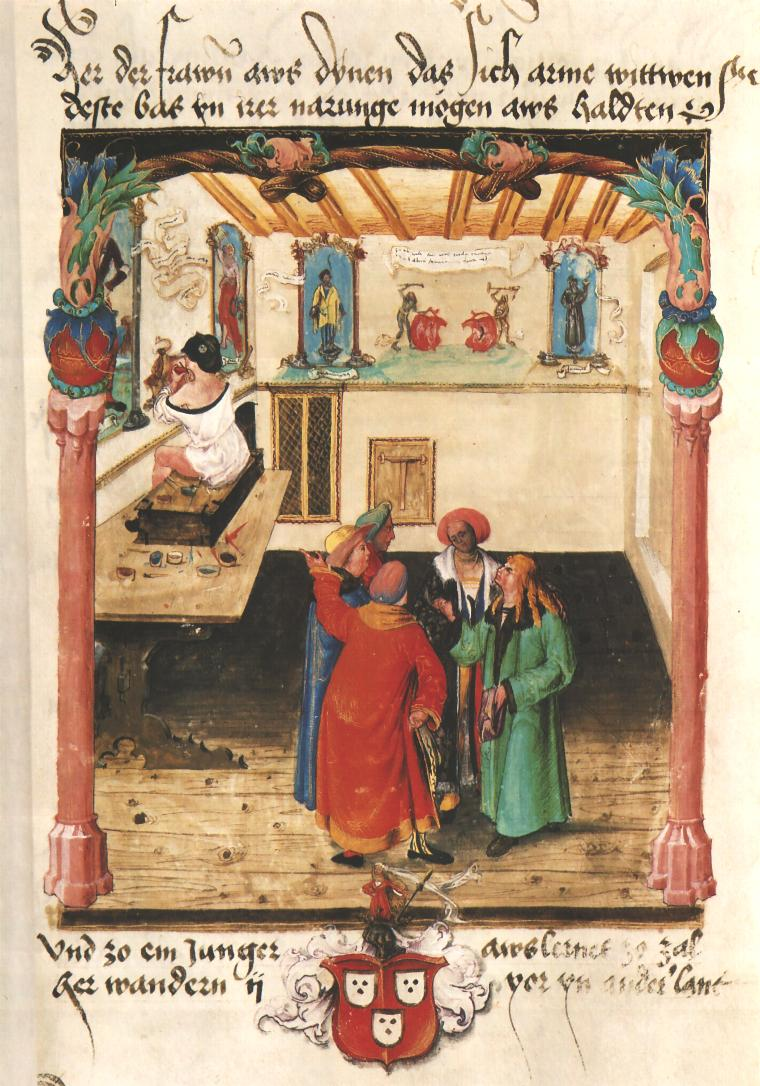
Pracownia malarza

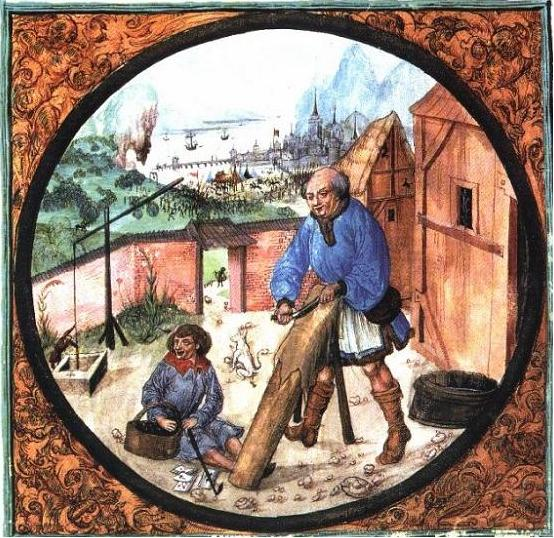
Garbarz

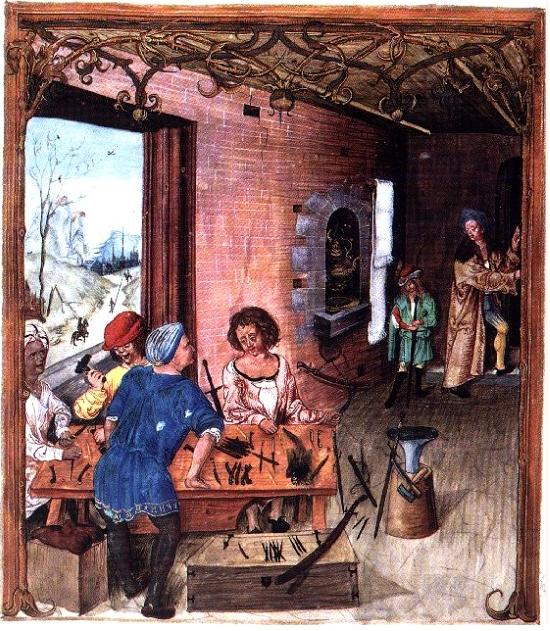
Miecznik

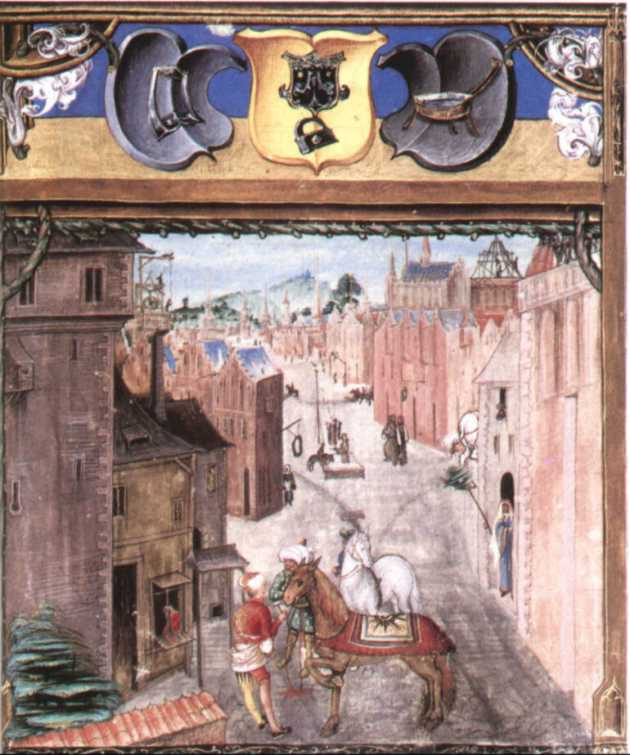
Kowal

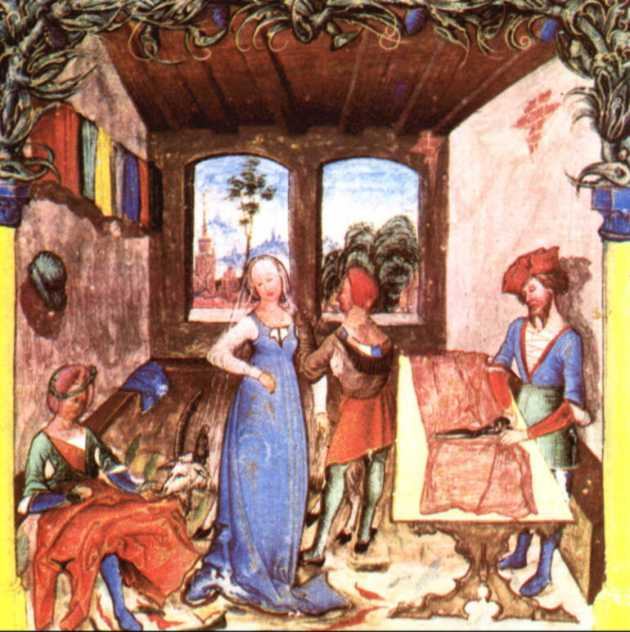
Pracownia krawiecka

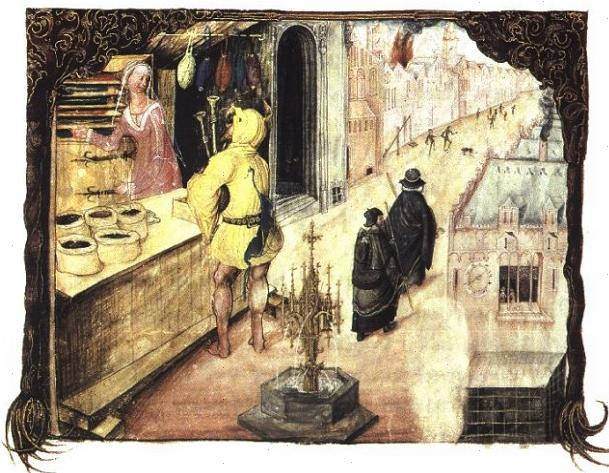
Kram

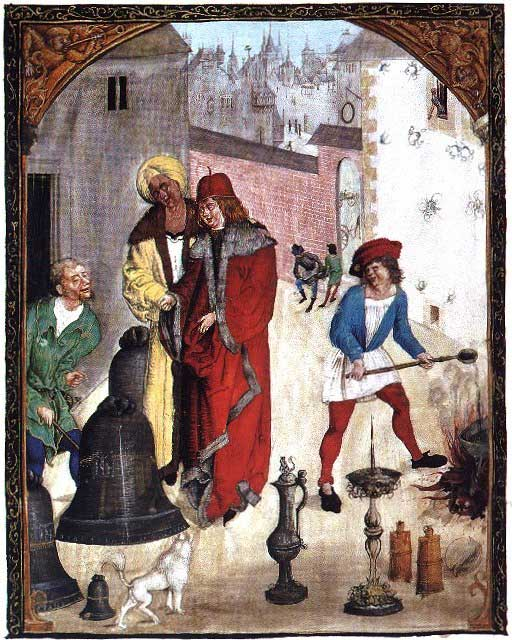
Ludwisarz

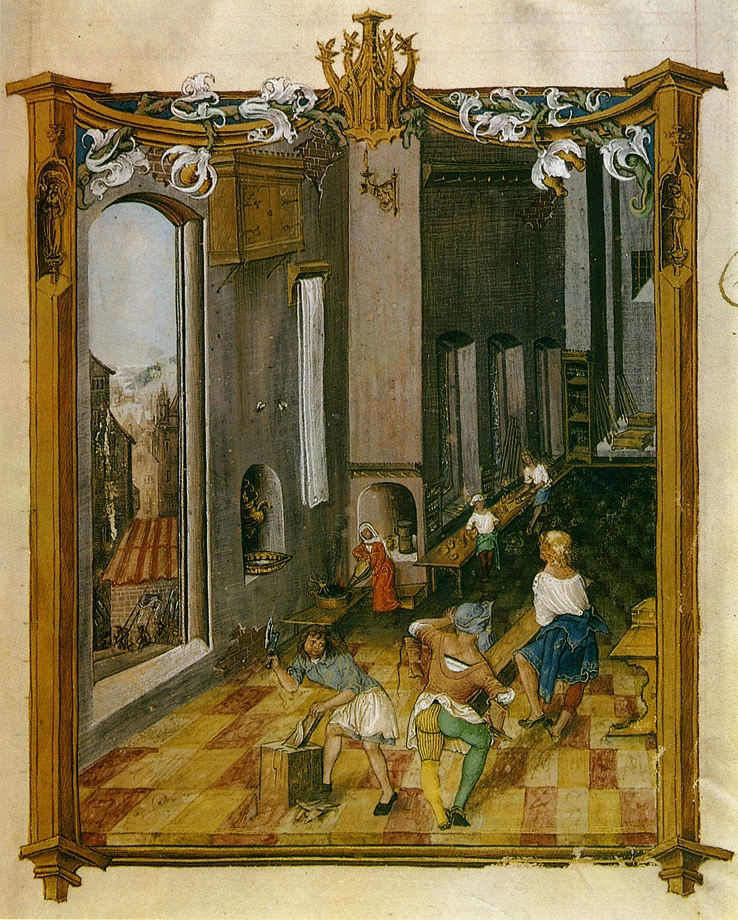
Pracownia snycerza

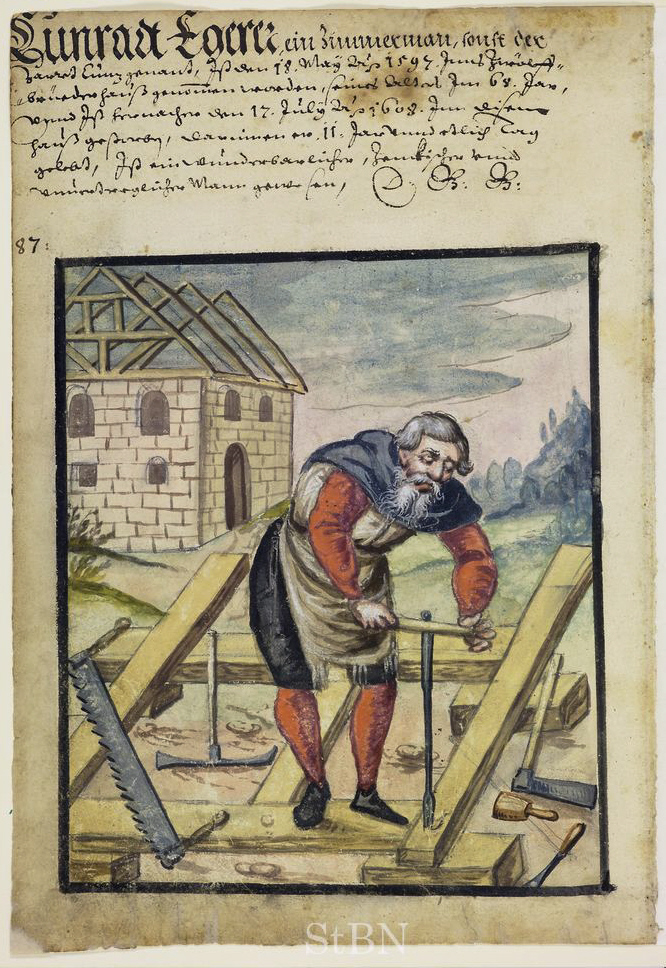
Cieśla przy pracy

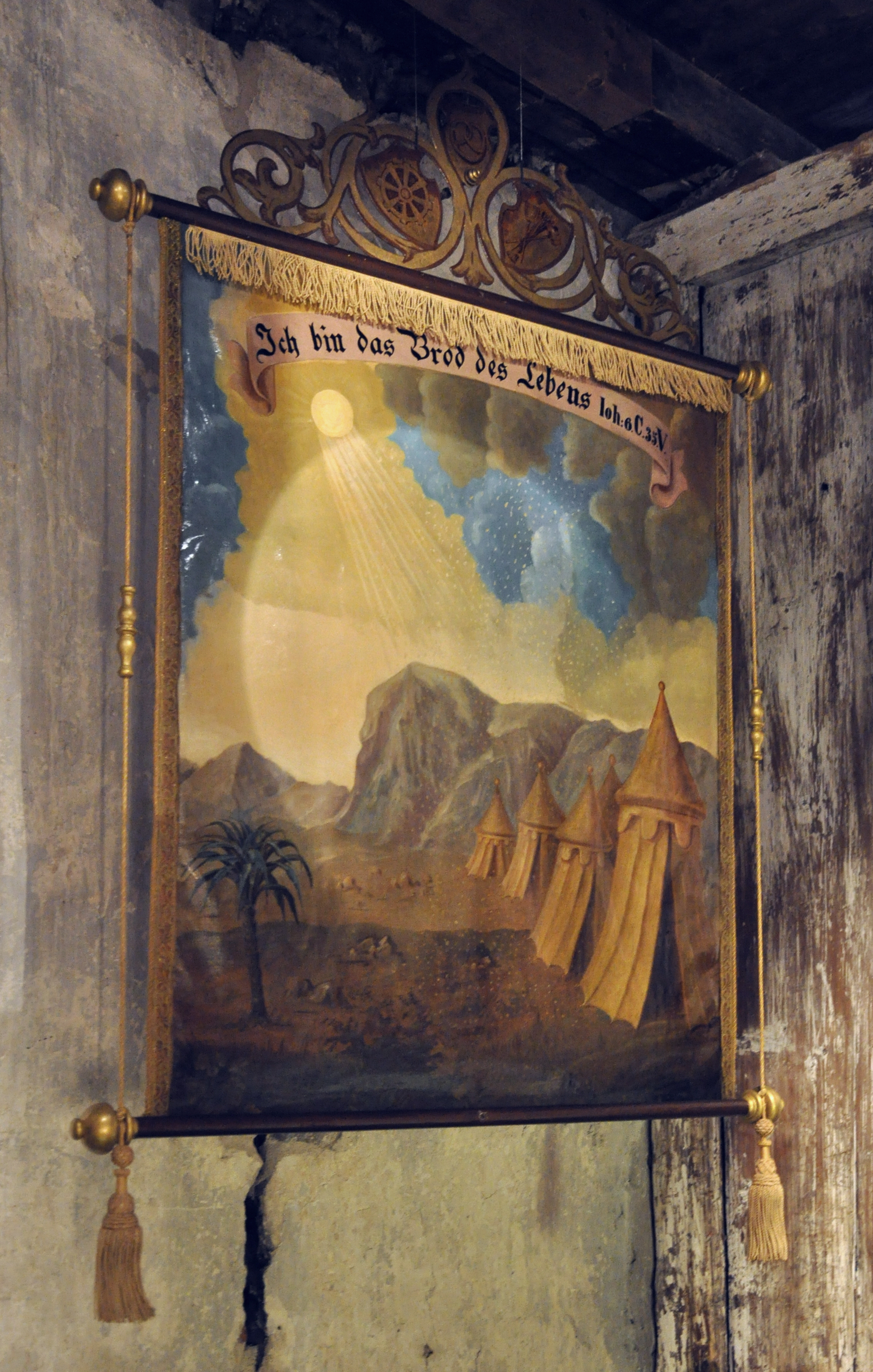
Chorągiew cechu

Prawa miejskie nadawane były przez władcę lub innego właściciela ziemi, w przypadku miast prywatnych. Przywileje lokacyjne w Polsce na prawie niemieckim wydawane były od XIII wieku, zazwyczaj dla ośrodków rozwijających się już wcześniej. Przywileje nadane miastu obejmować między innymi prawo targowe (pozwolenie na urządzanie targów), pozwolenie na swobodne uprawianie rzemiosła, prawo składu (zmuszające przejeżdżających kupców do wystawiania swoich towarów na sprzedaż) i prawo mili (ograniczające konkurencję w handlu i rzemiośle), prawo sądowe (spory rozstrzygał sąd) i związane z nim prawo miecza, czyli prawo do zasądzania wyroków śmierci i określające, jakie rodzaje kar za jakie przestępstwa można wykonywać (wiązało się to między innymi z powołaniem instytucji kata), prawo do wznoszenia fortyfikacji.

### Cechy na ziemiach polskich do rozbiorów
Pierwsze cechy na ziemiach polskich, choć w dużej mierze na Śląsku, istniały już w XIII wieku. Członkostwo w cechu, jeśli chciało się uprawiać rzemiosło w mieście, było przymusowe. W mniejszych miastach średniowiecznych jednak, szczególnie do połowy XIV wieku, organizacja cechowa nie zawsze występowała.
Pierwsze wzmianki o będących jednocześnie zdunami i garncarzami gdańskich pochodzą z 1374 roku. Podstawową produkcję ich warsztatów stanowił wyrób pieców.
O cechu snycerzy wrocławskich wiadomo, że istniał już w 1386 roku.
W Krakowie, gdy przedstawiciele poszczególnych gałęzi rękodzieła byli słabi liczebnie, łączyli się w jedną konfraternię (z łac. bractwo). W początkowym okresie istnienia cechów snycerze, tokarze, stolarze i malarze tworzyli wspólne bractwo, z którego stolarze wyodrębnili się w 1419 roku, utworzywszy własną korporację. Świetnie rozwijało się w Gdańsku konwisarstwo. Na początku wieku XVI czynnych tutaj było 10 warsztatów, a w latach 1532–1594 tytuł mistrza uzyskało 33 rzemieślników. Poza drobnymi wyrobami o poziomie tej gałęzi rzemiosła najlepiej świadczą trumny w Grobach Królewskich na Wawelu, archiwalnie stwierdzone dzieła konwisarzy gdańskich. Najstarszą z nich, z roku 1572, w której złożono zwłoki ostatniego z Jagiellonów – Zygmunta Augusta, zdobi sześć płaskorzeźb.
W Poznaniu cech malarsko-snycerski wyodrębnił się dopiero w 1571 roku. Rozkwit ludwisarstwa warszawskiego szacuje się na lata 1520–1575. Spośród znanych mistrzów: rodzina Mrugawczyków, których najwybitniejszym przedstawicielem był Maciej (zm. 1564) wykonawca licznych dzwonów między innymi do kolegiaty Św. Jana w Warszawie. Działali też Wojciech i Wawrzyniec Łyszczowie i Aleksy Gocz oraz Maciej Drewno i jego syn Stanisław. Warsztaty te zaspokajały zapotrzebowanie na wyroby odlewnicze z obszaru Mazowsza.
W Starej Warszawie istniała z dawna zasada przynależności rzemieślników, obrabiających ten sam surowiec, do wspólnego cechu.
Układy te zmieniały się stosownie do zaistniałych w danym okresie okoliczności, mających wpływ na rozwój gospodarczy miast (wojny, pomory). W mniejszych miastach częściej dochodziło do akcji scalających zawody różnych branż. Z przywileju, regulującego stosunki społeczne i zawodowe „bractwa pospolitego” z 1769 roku w Pyzdrach, będącego rekonstrukcją statutu, spalonego w czasie pierwszego najazdu szwedzkiego, można odtworzyć obraz tych stosunków, jaki istniał w owym czasie w miastach królewskich.

### Rola cechów w XIX wieku
W okresie rewolucji przemysłowej miał miejsce spadek znaczenia cechów. Pomimo akcji konfiskat narzędzi organizowanych przez cechy kwitła działalność partaczy, czyli niezrzeszonych rzemieślników. Początkowo właściciele fabryk byli zmuszeni działać w strukturze cechowej, ale ograniczenie to znikło w połowie XIX wieku. Również uczniowie i czeladnicy byli coraz mniej kontrolowani przez mistrzów, co wcześniej dotyczyło również życia prywatnego.
Terminowanie u mistrza cechowego i zdanie egzaminu czeladniczego było często traktowane jako przepustka do lepszego zatrudnienia w zakładach przemysłowych. Jako najkorzystniejsze traktowano wciąż założenie własnego warsztatu. W tym czasie również nauka w cechu zaczęła obejmować czytanie, pisanie i rachunki.

## Organizacja dawnych cechów
Cechy były przede wszystkim korporacjami mistrzów, którzy mogli samodzielnie praktykować rzemiosło. Dziedziczący po mistrzu (synowie, wdowa, zięć) mogli przejąć jego uprawnienia bez egzaminu, pozostali musieli mieć najpierw pozycję czeladnika i złożyć egzamin (majstersztyk). Młodsi, a więc czeladnicy i uczniowie, mieli obowiązek szacunku i posłuszeństwa wobec mistrza i starszych członków cechu także poza miejscem pracy.
Organizację bracką tworzyli na podstawie wilkierza cechowego:
- cechmistrz (starszy cechu)
- podstarszy
- bracia (mistrzowie)
- czeladnicy
- uczniowie

Bierne i czynne prawo wyborcze mieli tylko bracia.
Celem zrzeszenia była ochrona interesów zawodowych i regulowanie stosunków między wytwórcą a klientem. Statut ustalał rozdział zamówień i surowca między warsztaty, normy jakościowe wytworów, a także zakaz nieuczciwej konkurencji. Rzemieślnicy niezrzeszeni, zamieszkali w promieniu dwóch mil od miasta, mogli wystawiać swe wyroby do sprzedaży jedynie na jarmarkach. Np. w Gdańsku monopol zgodnie z królewskim przywilejem z 1678 r., do ślusarzy należało wykonywanie prac z kutego żelaza przy wyposażaniu budowli od fundamentu po szczyt, a także przy studniach, pompach, mostach i bramach.
Często czeladnicy zorganizowani byli w tzw. bractwa czeladnicze, będące przejawem sprzeciwu wobec obowiązków nakładanych na nich przez cechy, m.in. wysokie opłaty wpisowe, obowiązkowe wędrówki czeladnicze czy utrudnianie promocji mistrzowskiej.

### Zebrania cechu

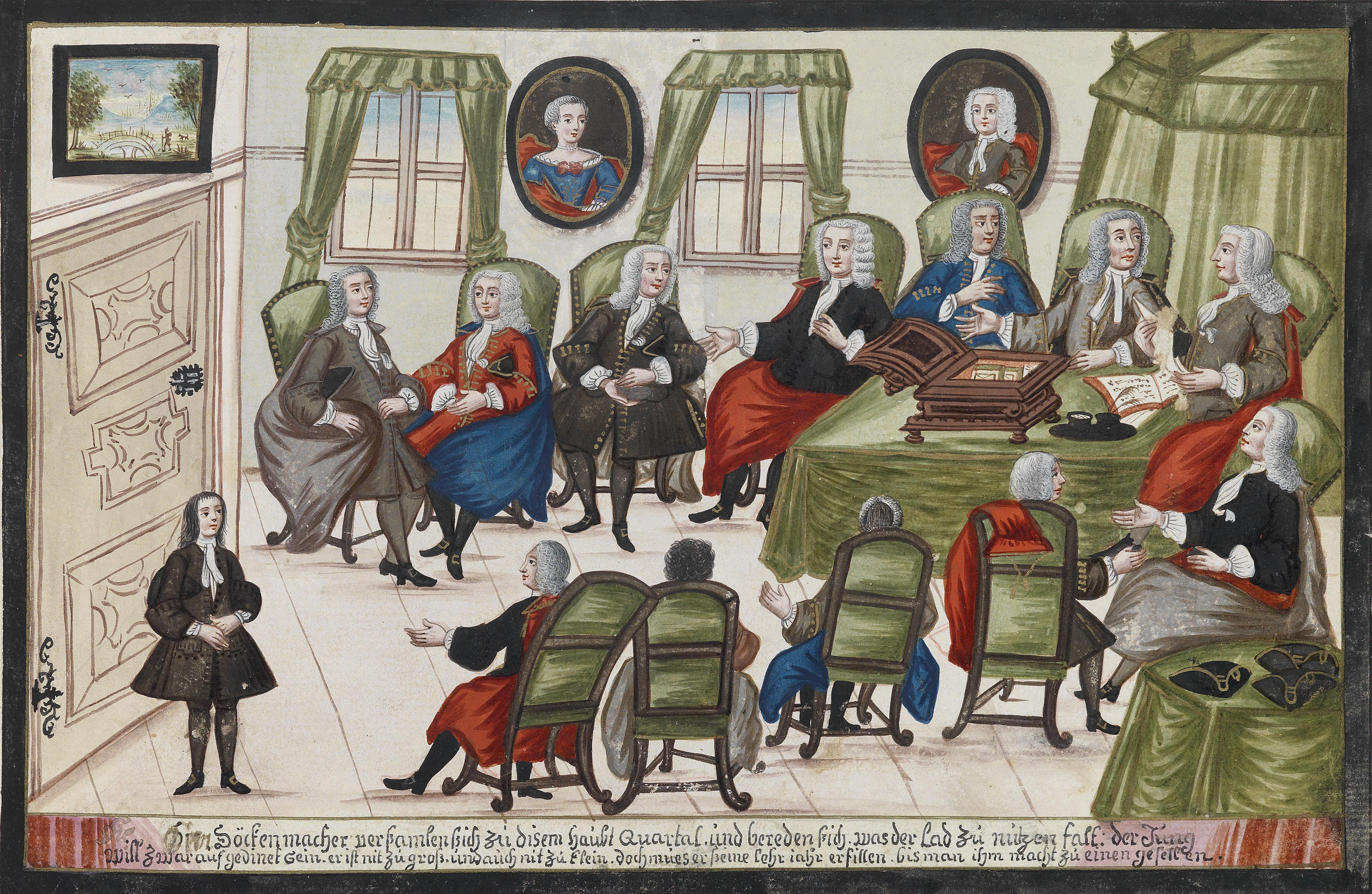
Zgromadzenie cechowe

- ranne zgromadzenie – zebranie mistrzów cechowych, na którym rozpatrywano sprawy danego cechu
- uroczyste zgromadzenie cechu – odbywało się w siedzibie cechu wyposażoną w ladę cechową lub w wydzielonej części karczmy, starszyzna cechu występowała w uroczystych strojach przybrana w insygnia swojej władzy, używano naczyń cechowych

Do takich spotkań dochodziło z różnych okazji, przykładowo:
- promocja ucznia na czeladnika (wyzwolenie)Odbywała się w wyznaczonym wcześniej terminie. Mistrz wraz z uczniem stawali przed starszyzną cechową; uczeń prezentował swoją pracę, zaś mistrz świadczył o jego umiejętnościach. Po wniesieniu obowiązkowej opłaty cechowej terminator stawał się czeladnikiem i mógł wybrać zakład, w którym dalej zamierzał praktykować. Uzyskiwał także prawo do otrzymywania zapłaty za swoją pracę. Po „wyzwoleniu” następowały wykupiny, tj. poczęstunek dla starszyzny cechowej, gdzie nowego czeladnika witano, racząc piwem z wilkomu.
- uzyskanie tytułu mistrza Czeladnik po wyzwoleniu na „towarzysza” pracował przez pewien czas u swego mistrza. Następnie po otrzymaniu listów polecających od Rady Miasta i Cechu odbywał obowiązkową wędrówkę „przez rok i sześć niedziel” po warsztatach majstrów krajowych lub zagranicznych. Dopiero wtedy mógł zabrać się do „roboty mistrzowskiej”, czyli wykonać majstersztyk. W 1512 Rada Miejska w Krakowie wydała dla nich oraz innych rzemieślników pracujących w metalu statut: Statuta contubernii contrifusorum et cuprifusorum…. Warunkiem uzyskania tytułu mistrza było odlanie dzbana cynowego o pojemności trzech kwart, wykonanie kutych mis oraz talerzy według przygotowanych własnoręcznie form. Po złożeniu egzaminu zostawał majstrem cechu i obywatelem danego miasta (łac. album civile).

### Życie religijne
Cechy fundowały w kościołach kaplice i ołtarze swoich świętych patronów. Uczestniczyły w procesjach religijnych pod chorągwiami cechowymi.

### Obrona miasta
Zgoda króla czy księcia na wznoszenie fortyfikacji oznaczało przyjęcie przez mieszczan kolejnego, ważnego obowiązku, tj. samodzielnej obrony wznoszonych obwarowań. Ich poszczególne odcinki powierzano cechom, na których spoczywał obowiązek czuwania nad bezpieczeństwem i kondycją konkretnych baszt, bram i fragmentów łączących je murów, a w razie potrzeby czynnej ich obrony. Oznaczało to wykorzystanie istniejącej i sprawnie funkcjonującej struktury zawodowej do stworzenia nowej, miejskiej struktury obronnej.
Od nazw cechów wzięły się nazwy poszczególnych fragmentów obwarowań, np. Baszta Kotwiczników Baszta Stolarska. Baszta Tkaczy, Ciesielska. Karczmarzy, Pasamoników, czy Brama Szewska, Brama Rzeźnicza w Krakowie i we Wrocławiu. Bramy, jako najważniejsze i najbardziej newralgiczne elementy fortyfikacji, powierzano wstawiennictwu świętych (stąd np. Brama Floriańska w Krakowie, Mikołajska w Krakowie), lub też określano je wyróżnikiem topograficznym (np. Brama Pyskowicka, zwana też Wrocławską i Gliwicka w Bytomiu, Sławkowska – tak w Krakowie, jak i w Bytomiu – czy Świdnicka we Wrocławiu, a Krakowska w Lublinie, by poprzestać na tych kilku przykładach).
W celu wykształcenia sprawnych obrońców, znających żołnierskie rzemiosło, przynajmniej w minimalnym zakresie, którzy w razie potrzeby bez wahania będą mogli stanąć na murach, początkowo z łukiem, potem z kuszą, a od XVI w. z bronią palną w dłoniach, powstało bractwo kurkowe, Towarzystwo Strzeleckie „Bractwo Kurkowe” w Krakowie, Cieszyńskie Towarzystwo Strzeleckie, czy Bractwo św. Jerzego w Gdańsku (zobacz Dwór Bractwa św. Jerzego w Gdańsku).

## Oznakowanie wyrobów

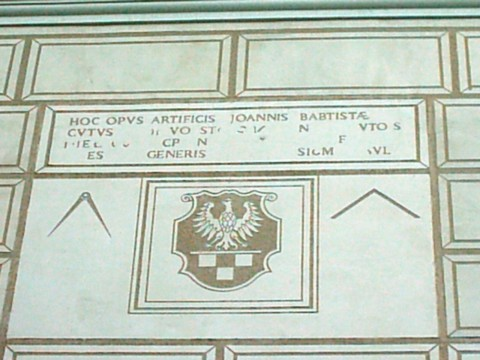
Gmerk Giovanni Baptista di Quadro na poznańskim ratuszu

Każdy mistrz w zawodzie miał prawo do oznaczenia swoich wyrobów:
- snycerz znaczył swe dzieła gmerkiem, inicjałem, niekiedy datą, wycinając je na widocznym miejscu
- sześcioramienna gwiazda wpisana w koło, wykreślona cyrklem i wyrzezana na dzwonie sosrębu lub na nadprożu, była oznaką mistrzowskiego tytułu cieśli; nierzadko spotykało się obok gwiazdy również sentencje
- konwisarze gdańscy oraz złotnicy oznaczali swoje wyroby puncą z sygnaturą mistrza oraz puncą z herbem Gdańska, znak po pobraniu próby przez probierza miejskiego i to oznakowanie było gwarancją jakości materiału użytego do wyrobu

## Rzemieślnicy znani z innej działalności
- Jan Heweliusz – piwowar
- Jan Kiliński – szewc
- Władysław Reymont – czeladnik krawiecki
- Maciej Russek – złotnik
- Józef Sierakowski – rzeźnik

## Literatura
- Juliusz Bardach: Historia państwa i prawa Polski do końca XV wieku. Warszawa: Państwowe Wydawnictwo Naukowe, 1957.
- Obyczaje w Polsce. Od średniowiecza do czasów współczesnych. Andrzej Chwalba (red.). Warszawa: Wydawnictwo Naukowe PWN, 2008.
- T. Chrzanowski, Nyskie rzemiosło artystyczne od średniowiecza do połowy XIX w. [w:] Szkice nyskie, pod. red. Z. Kowalskiego, t. I, Opole 1974.
- Zabytki cechowe Śląska, pod. red. M. Kornel-Kwaśna, Wrocław 2002, s. 149–153.
- Katalog I. lokalnej wystawy prac uczniów przemysłowo-rękodzielniczych i zabytków cechowych we Lwowie 1905